# Lonchorhina orinocensis
Lonchorhina orinocensis is een zoogdier uit de familie van de bladneusvleermuizen van de Nieuwe Wereld (Phyllostomidae). De wetenschappelijke naam van de soort werd voor het eerst geldig gepubliceerd door Linares & Ojasti in 1971.

## Voorkomen
De soort komt voor in Colombia en Venezuela.